# Anthomyia parapluvialis
Anthomyia parapluvialis är en tvåvingeart som beskrevs av Ackland 2001. Anthomyia parapluvialis ingår i släktet Anthomyia och familjen blomsterflugor. Inga underarter finns listade i Catalogue of Life.